# Matthias Thiel

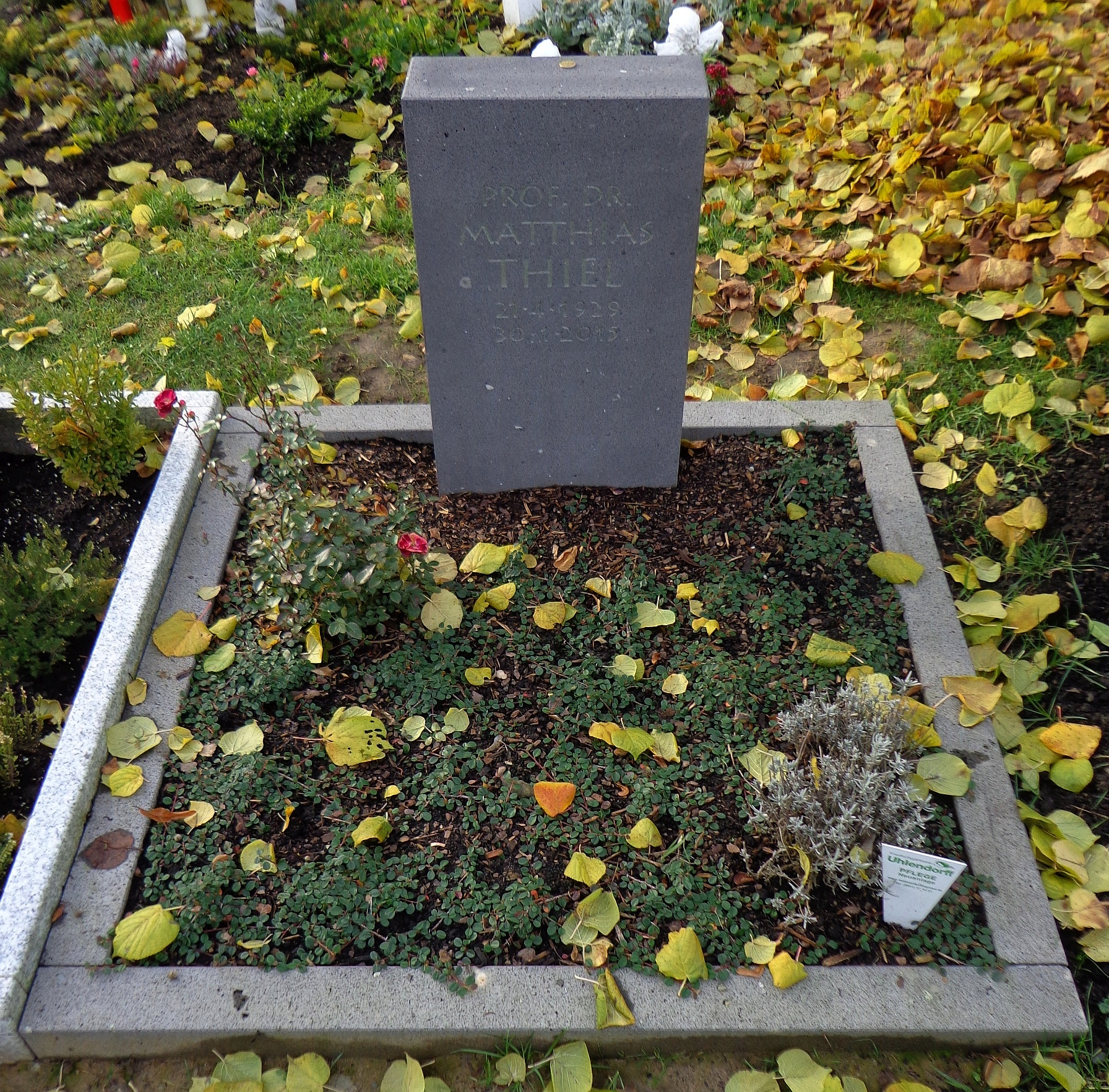
Göttingen-Weende, Friedhof der evangelisch-lutherischen Kirchengemeinde St. Petri Weende: Urnengrab von Matthias Thiel (2017)

Matthias Thiel (* 21. April 1929 in Trier-Ehrang; † 30. Januar 2015 in Göttingen) war ein deutscher Historiker und Diplomatiker. Er war ein ausgewiesener Kenner der Urkunden Heinrichs V.

## Leben und Wirken
Der Sohn eines Landwirts besuchte bis 1941 in seiner Geburtsstadt die Volksschule. Anschließend ging er auf das humanistische Friedrich-Wilhelm-Gymnasium in Trier. Mit dreizehn Jahren verlor er seinen Vater. Im Juli 1949 legte er das Abitur ab. 
Vom Wintersemester 1949/50 bis Ende des Sommersemesters 1952 studierte er zunächst an der Universität Trier katholische Theologie. Ab dem Wintersemester 1952/53 setzte er das Studium an der Ludwig-Maximilians-Universität München mit den Fächern Klassische Philologie, Lateinische Philologie des Mittelalters, Historische Hilfswissenschaften und Geschichte des Mittelalters fort. Seit März 1956 hatte er eine Mitarbeiterstelle bei der Kommission für bayerische Landesgeschichte. Im Jahr 1956 legte er das Examen ab. Im Frühjahr 1961 wurde er bei Bernhard Bischoff promoviert mit einer Arbeit über Grundlagen und Gestalt der Hebräischkenntnisse des frühen Mittelalters. 
Der auf Diplomatik spezialisierte Thiel absolvierte nach Studium und erfolgter Promotion zum Dr. phil. zunächst die Archivarslaufbahn. Bis Sommer 1964 durchlief er die Ausbildung für den höheren Archivdienst am Hauptstaatsarchiv München. Thiel war Archivassesor, ab 1965 Archivrat und bis 1968 am Staatsarchiv Nürnberg tätig. Anschließend wechselte er ins Hauptstaatsarchiv München. Dort wurde er im Oktober 1968 Oberregierungsarchivrat und später Archivdirektor. Thiel übernahm im Auftrag der Staatlichen Archive Bayerns die Neuordnung, Inventarisierung und Edition zahlreicher Urkunden, Akten Rechnungen, Karten und Pläne.
Im Jahr 1970 wurde er mit Unterstützung von Peter Herde an der Johann Wolfgang Goethe-Universität Frankfurt am Main habilitiert und erhielt die Venia Legendi für Mittellateinische Philologie. In den 1970er Jahren arbeitete Thiel zudem in der Forschungsgruppe Paläographie und Diplomatik, Sphragistik und Heraldik an der Universität Hamburg, ehe er zum Sommersemester 1977 einem Ruf als ordentlicher Professor für Historische Hilfswissenschaften an die Georg-August-Universität Göttingen folgte. Dort forschte und lehrte er bis zu seiner Emeritierung am 30. September 1997. Zugleich war er Leiter des von Johann Christoph Gatterer begründeten Diplomatischen Apparats, einer seit dem Jahre 1802 bestehenden Lehrsammlung von Originalurkunden.
Am Beispiel vom Kloster Sankt Emmeram in Regensburg wies Thiel nach, dass sich im Traditionsbuch das Aufkommen der Siegelurkunde im ausgehenden 12. Jahrhundert allmählich abzeichnet und unmittelbar aus dem Traditionsbuch die Urkundenregister sich entwickeln. Er arbeitete eine Theorie über die Wandlung der Traditionsbücher im 13. Jahrhundert zu Auslauf- und Urkundenregistern der klösterlichen Grundherrschaften aus.
Enno Bünz bescheinigte Thiel, mit seiner 1986 vorgelegten Edition des Urkundenbuches der Stiftskirche St. Peter und Alexander zu Aschaffenburg „neue Maßstäbe für die Diplomatik gesetzt“ zu haben.
Im Jahr 1984 wurde ihm von den Monumenta Germaniae Historica das Editionsprojekt der Urkunden Heinrichs V. und der Königin Mathilde übertragen. Er konnte das Projekt bis zu seinem Tod im Jahr 2015 nicht abschließen. Neun Studien zu den Urkunden Heinrichs V. wurden von Martina Hartmann 2017 aus dem Nachlass herausgegeben.

## Veröffentlichungen (Auswahl)
- Die Traditionen, Urkunden und Urbare des Klosters Weltenburg (= Quellen und Erörterungen zur bayerischen Geschichte. Neue Folge, Bd. 14). Beck, München 1958 (Digitalisat).
- Grundlagen und Gestalt der Hebräischkenntnisse des frühen Mittelalters. Spoleto 1973 (Erstveröffentlichung 1969).
- Archiv der Freiherren Stromer von Reichenbach auf Burg Grünsberg. Teil 1: Urkunden. Neustadt/Aisch 1972.
- Die Urkunden des Kollegiatstifts S[ank]t Johann in Regensburg bis zum Jahre 1400. Beck, München 1975.
- Das Privileg Papst Lucius’ III. für das Stift Aschaffenburg von 1184. Geschichts- und Kunstverein, Aschaffenburg 1984.
- Urkundenbuch des Stifts St. Peter und Alexander zu Aschaffenburg. Bd. 1: 861–1325. Geschichts- und Kunstverein, Aschaffenburg 1986.
- Die Urbare des Kollegiatstifts St. Johann in Regensburg (= Quellen und Erörterungen zur bayerischen Geschichte. Neue Folge, Bd. 28,2). Beck, München 1996, ISBN 3-406-10387-1.
- Studien zu den Urkunden Heinrichs V. (= Studien und Texte. Bd. 63). Herausgegeben von Martina Hartmann unter Mitarbeit von Sarah Ewerling und Anna Claudia Nierhoff. Harrassowitz, Wiesbaden 2017, ISBN 978-3-447-10860-7.